# Charles Edwin Fripp
Pour les articles homonymes, voir Fripp.
Charles Edwin Fripp (né à Londres le 4 septembre 1854 et décédé à Montréal en 1906) est un peintre et un dessinateur anglais.

## Biographie
Charles Edwin Fripp est l'un des douze enfants du peintre George Arthur Fripp (1822-1895) et de Mary Percival.
Il apprend son art à l'académie royale de Munich et devient membre de la Royal Watercolour Society. En 1875, il entre au Graphic en qualité de dessinateur et effectue pour ce journal de nombreux reportages. En 1879, il accompagne en qualité de correspondant de guerre les troupes britanniques pendant la guerre anglo-zouloue de 1879 et à ce titre, il fait partie de la colonne qui retrouve le corps du Prince Impérial Eugène-Louis tué au combat par les Zoulous et assiste à la bataille d'Ulundi. Cette guerre lui inspire son tableau le plus célèbre, The battle of Isandhlwana (la bataille d'Isandhlwana), peint en 1885, présenté cette même année à la Royal Academy et exposé aujourd'hui au National Army Museum à Londres . Il couvre, toujours pour le Graphic, les conflits du Soudan, des Philippines et voyage à travers le monde.
L'un de ses frères, Thomas W. Fripp, devient un aquarelliste réputé au Canada.

## Quelques œuvres

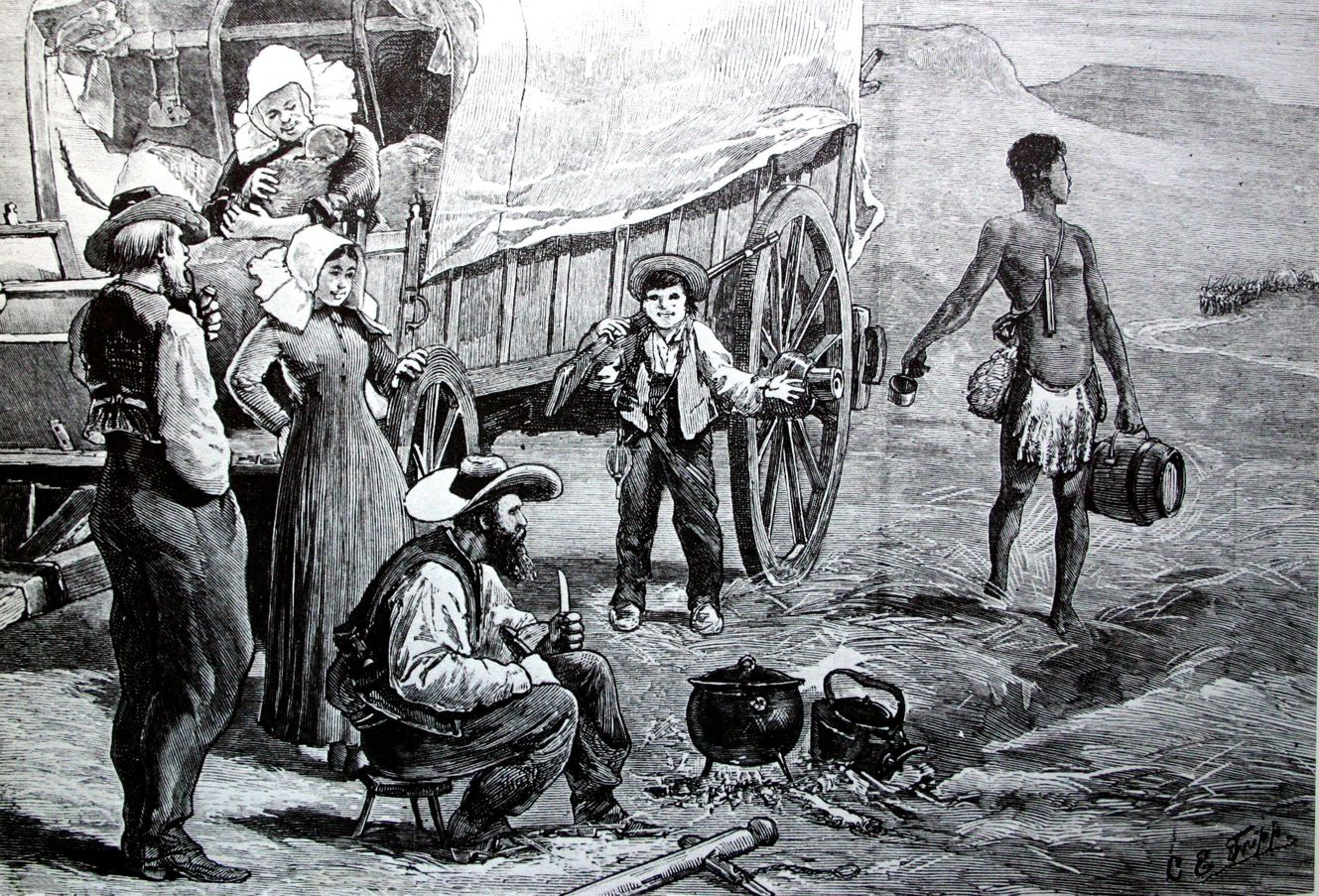
Une famille de Voortrekkers durant le Grand Trek
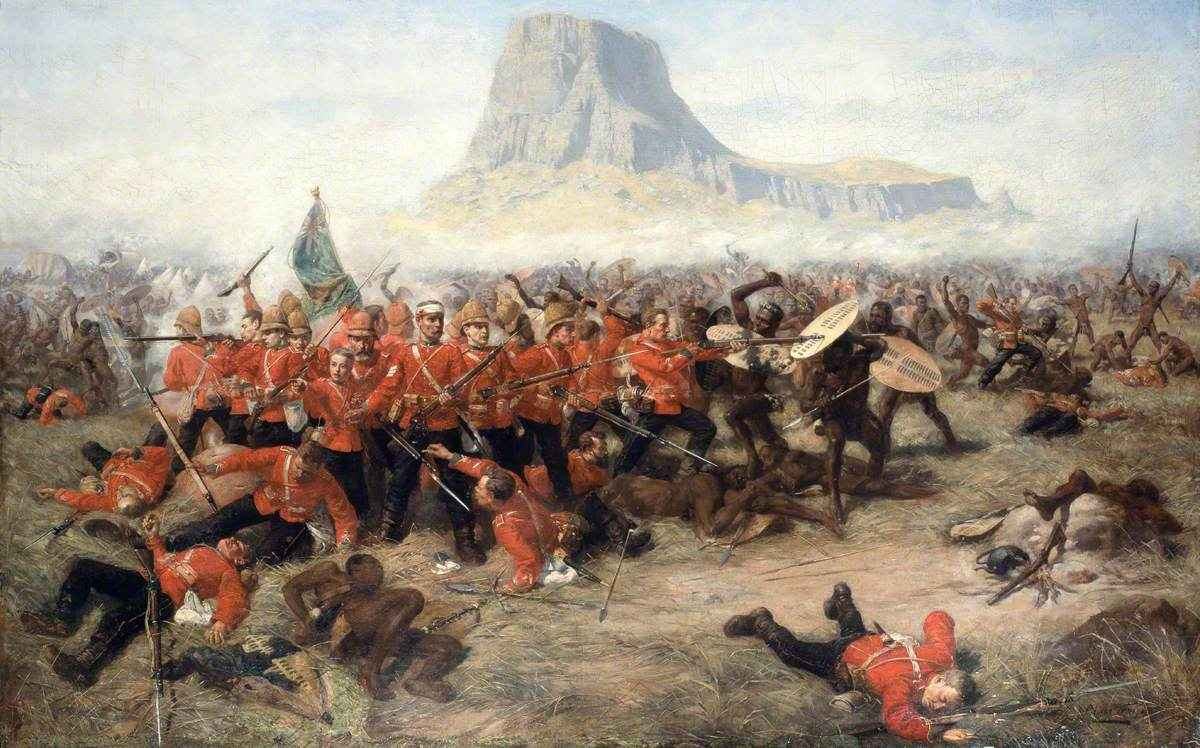
La bataille d'Isandhlwana
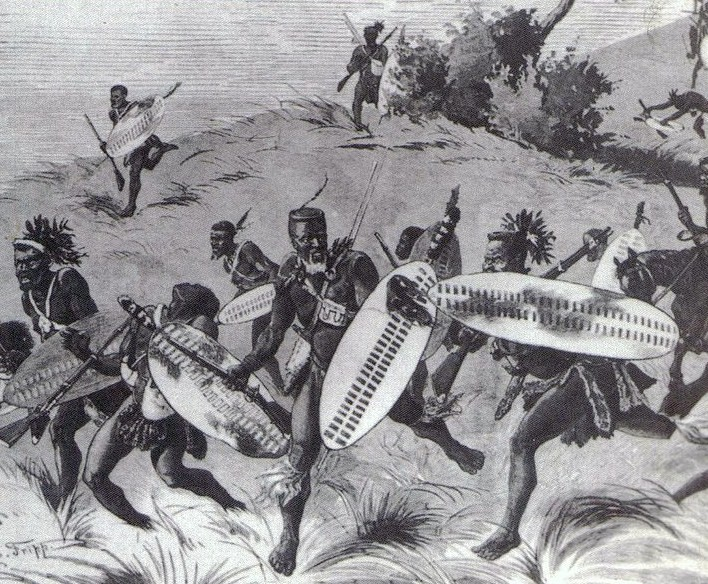
Guerriers zoulous
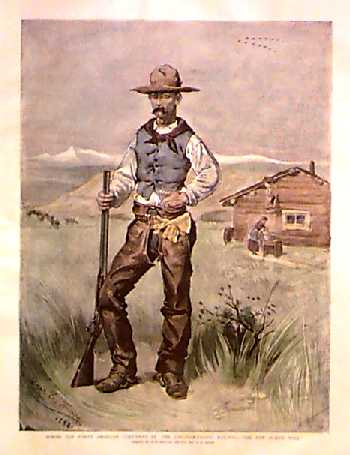
Cow-boy
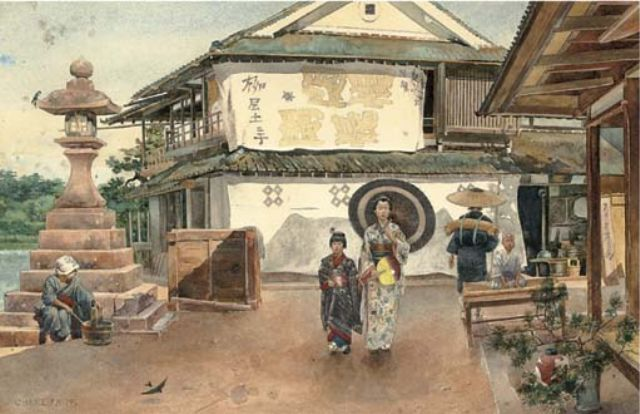
Retour à la maison, un après-midi dans un village japonais

## Sources
- Newall, Christopher, Victorian Watercolours, Oxford Phaidon, 1987,  (ISBN 0714824240)